# Шве Ман
Шве Ман (бирм. ရွှေမန်း; род. 11 июля 1947) — мьянмский политик, председатель Комиссии по рассмотрению дел по правовым вопросам и специальным делам Ассамблеи Союза. Ранее занимал посты председателя Ассамблеи Союза с 2013 по 2016, спикера Палаты представителей с 2011 по 2016.